# Орлов, Николай Григорьевич (Северодвинск)
Никола́й Григо́рьевич Орло́в (6 декабря 1928 — 17 мая 2000) — советский государственный и хозяйственный деятель, председатель Северодвинского горисполкома, лауреат Государственной премии СССР (1984).

## Биография
Родился 6 декабря 1928 г. в городе Гусь-Хрустальный Владимирской области.
После окончания в Горьковского политехнического института (1951) направлен в Северодвинск на Севмашпредприятие, работал мастером, старшим мастером, начальником бюро, с мая 1954 по март 1961 г. — начальником сварочно-сборочного цеха № 5.
В 1961 по декабрь 1972 г. председатель Северодвинского горисполкома. В период его руководства активно велось строительство жилья и социальных объектов. Лично привёз из Киева проект здания ресторана «Белые ночи».
В 1972—1998 гг. заместитель генерального директора Севмашпредприятия по производству, начальник производственно-диспетчерского отдела.
С 1998 г. на пенсии.
Лауреат Государственной премии СССР (1984). Награжден орденами Ленина (1977), Трудового Красного Знамени — дважды (1963, 1970), «Знак Почёта» (1959), медалями. Почетный гражданин Северодвинска (1989).
Избирался делегатом XXII съезда КПСС.
Умер 17 мая 2000 г. в Северодвинске. Похоронен на городском кладбище.
В 2003 г. на доме 39 по ул. Первомайской, где он жил, установлена мемориальная доска.